# Gozdna železnica Hrastnik v Selški dolini
Gozdna železnica Hrastnik v Selški dolini je bila prometna pot za prevoz lesa izpod planine Hrastnik do žage pri naselju Bukovica v Selški dolini.
Gozdna železnica je po nekaterih podatkih pričela obratovati že pred prvo svetovno vojno, g.Brate pa predvideva , da je bila zgrajena leta 1921. Sama železnica je bila grajena nadvse preprosto. Širina tira ni znana, vendar se predpostavlja, da je bil širok 76 cm. Dolžina je znašala 1,5 km.
Tovorni vagonček sta običajno v gozd potiskala dva delavca, od koder se je le ta naložen z lesom samotežno vračal v dolino, delavca pa sta zavirala. Zadnji, zgornji, strmejši del proge je bil dvotiren, izveden kot samotežna tirna spuščalka. Ta odsek je bil dolg okoli 300 m in je imel dve kretnici. Tako so lahko po enem tiru spuščali naložen voziček navzdol, po drugem tiru pa je prazen voziček peljal proti zgornji postaji, kjer so ga naložili z lesom. Vsak voziček je lahko peljal okoli 2 m³ lesa dolžine 2 do 3 metre, redkeje tudi 4 metre.
Ker je žaga leta 1933 prenehala obratovati, se je enako zgodilo tudi z železnico. Vagončki so še leta ležali ob opuščeni žagi, tire pa so okoliški kmetje porabili za svoje potrebe. Od opuščene proge se danes le še tu pa tam vidi njen potek.